# Authon (Loir-et-Cher)
Authon ist eine französische Gemeinde mit 749 Einwohnern (Stand: 1. Januar 2022) im Département Loir-et-Cher in der Region Centre-Val de Loire. Sie gehört zum Arrondissement Vendôme und ist Teil des Kantons Montoire-sur-le-Loir. Die Einwohner werden Authonois genannt.

## Geografie
Authon liegt etwa 32 Kilometer nordnordöstlich von Tours und etwa 33 Kilometer westnordwestlich von Blois an der Brenne. Umgeben wird Authon von den Nachbargemeinden Prunay-Cassereau im Norden, Saint-Amand-Longpré im Nordosten, Villechauve im Osten, Neuville-sur-Brenne im Osten und Südosten, Le Boulay im Süden sowie Monthodon im Westen.

## Geschichte

### Einwohnerentwicklung
| 1962                       | 1968 | 1975 | 1982 | 1990 | 1999 | 2006 | 2017 |
| 767                        | 767  | 691  | 699  | 700  | 698  | 642  | 721  |
| Quellen: Cassini und INSEE |      |      |      |      |      |      |      |

## Sehenswürdigkeiten
- Reste des alten Klosters L’Étoile, im 12. Jahrhundert begründet
- Schloss Le Fresne, um 1786 erbaut, Monument historique

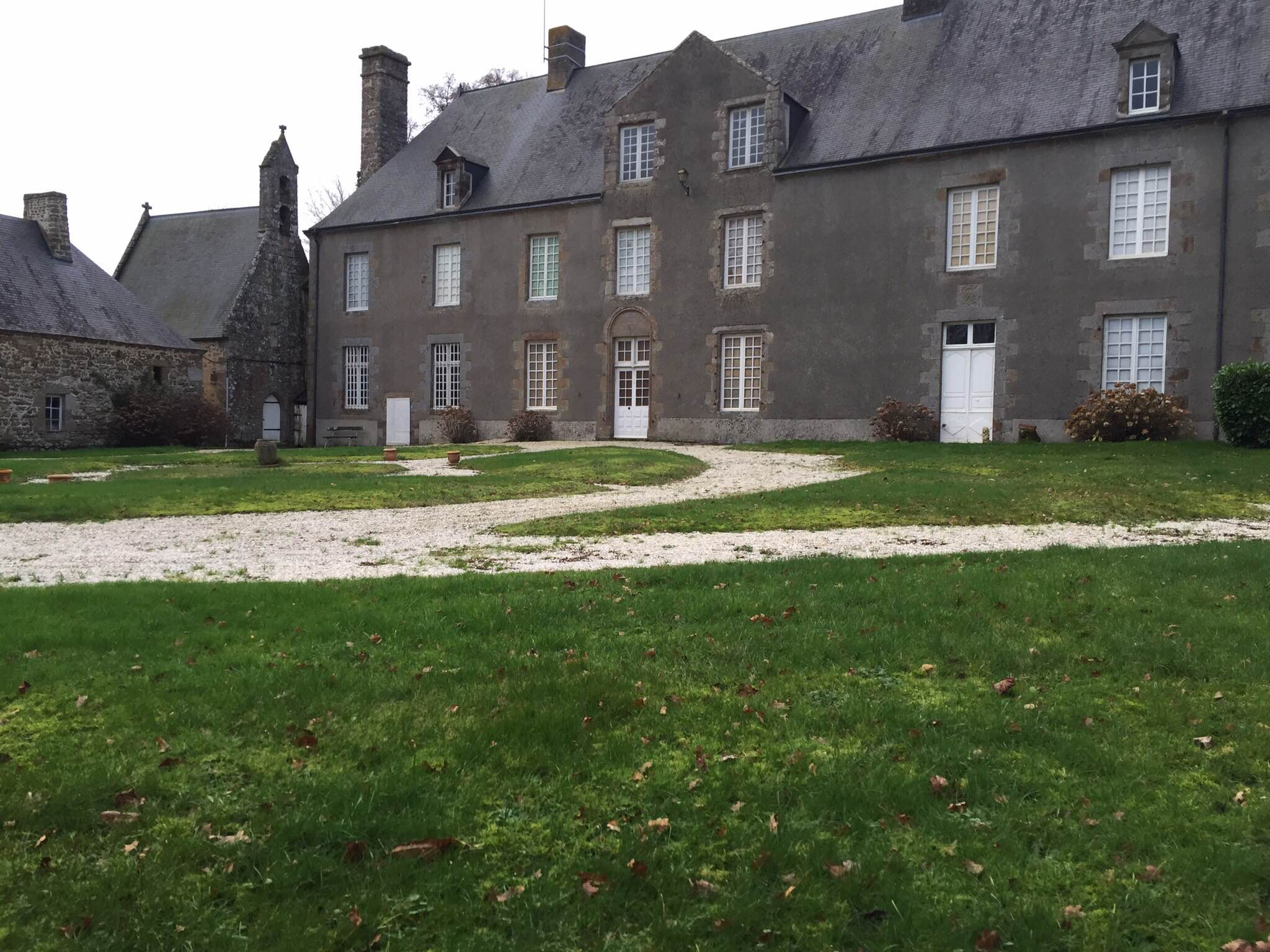
Schloss Le Fresne

- Kirche Saint-Hilaire
- Schloss Blanchamp
- Schloss Le Hêtre

## Persönlichkeiten
- Anne-Aymone Giscard d’Estaing (* 1933), Präsidentengattin